# Schultzea
Schultzea is een monotypisch geslacht van straalvinnige vissen uit de familie van de zaag- of zeebaarzen (Serranidae).

## Soort
- Schultzea beta (Hildebrand, 1940)